# Artald (imię)
Artald, Artold, (łac.) Artaldus, Artoldus – imię męskie pochodzenia germańskiego powstałe przez połączenie arth- i -walt (wald), co można rozumieć jako trwały, silny, panujący. Imieniny obchodzi 6 października.